# Mactea chinensis
Mactea chinensis är en tvåvingeart som beskrevs av Hradsky och Geller-grimm 2003. Mactea chinensis ingår i släktet Mactea och familjen rovflugor. Inga underarter finns listade i Catalogue of Life.